# Nurmsi (Paide)
Nurmsi est un village de la commune de Paide du comté de Järva en Estonie.
Au 31 décembre 2011, il compte 71 habitants.